# World Under World
World Under World är den slovakiska doom metal-gruppen Galadriels femte album. Det släpptes 2004 av skivbolaget Metal Age Productions.

## Låtar på albumet
1. "Under Wings of the Fallen One"
2. "The End of Eternity"
3. "Imaginary Sins"
4. "The Fall"
5. "Bleeding Heart's Poetry"
6. "I Closed Your Book"
7. "Noxious Humanity"
8. "Insanity + Suffering"
9. "Sex in the Underworld"
10. "The Grave is the Last"

## Lineup
- Dodo Datel - sång, bas, programmering
- Tomax Gabris - gitarr, programmering
- Matus Hanus - gitarr, keyboard
- Lukash Shushka - trummor

### Gästmusiker
- Lydia Lacova - sång, flöjt
- Andrea Tkacova - fiol
- Martin Kolarik - sång
- Andrej Kutis - sång
- Vidar - sång
- Nathuruss - sång